# Isaak Laskaris
Isaak Laskaris (mittelgriechisch Ισαάκιος Λάσκαρις; † nach 1224) war ein jüngerer Bruder des byzantinischen Exil-Kaisers Theodor I. Laskaris. Er scheiterte 1224 mit dem Versuch, Theodors Nachfolger Johannes III. Dukas Batatzes zu stürzen.

## Leben
Isaak war einer von mindestens sechs Brüdern von Theodor Laskaris, der ihn nach seiner Kaiserkrönung im März 1208 (oder schon 1207) mit der hohen Hofwürde eines Sebastokrators auszeichnete. Als Theodor im November 1221 (oder 1222) ohne männlichen Erben starb, folgte ihm sein Schwiegersohn Johannes Dukas Batatzes auf den Thron von Nikaia. Diese Nachfolgeregelung missfiel Theodors Brüdern, die sich übergangen fühlten. 
Isaak lief zusammen mit seinem Bruder Alexios, ebenfalls Sebastokrator, zum Lateinischen Kaiserreich über, wobei sie Theodors Tochter Eudokia mitnahmen (oder dies zumindest versuchten). Noch kurz vor seinem Tod hatte Theodor I. angekündigt, eine Eheschließung Eudokias mit dem Bruder seiner Frau Maria, dem lateinischen Kaiser Robert von Courtenay arrangieren zu wollen. Die beiden Laskariden hofften offensichtlich, sich auf diesem Weg der Unterstützung der Lateiner gegen Johannes III. zu versichern, doch kam es letztlich nicht zu der Hochzeit. Zwei weitere Brüder, Michael und Manuel Laskaris, gingen unter der Herrschaft Johannes’ III. ebenfalls ins Exil, kehrten aber unter dessen Sohn und Nachfolger Theodor II. nach Nikaia zurück.
Robert von Courtenay nahm Isaak und Alexios Laskaris nicht nur an seinem Hof in Konstantinopel auf, sondern gewährte ihnen auch die gewünschte Waffenhilfe. Im Frühjahr 1224 marschierten die Brüder an der Spitze einer lateinischen Streitmacht gegen Johannes III., der vor dem Hintergrund der erfolgreichen Offensive des Despotats Epiros gegen das Königreich Thessaloniki eine zweite Front gegen die Lateiner eröffnen wollte. Die beiden Armeen trafen in der mysischen Ebene bei Poimanenon (heute Manyas) aufeinander, nahe einer dem Erzengel Michael geweihten Kirche. Der nikäische Kaiser errang einen entscheidenden Sieg über die beiden Prätendenten; Isaak und Alexios Laskaris wurden gefangen genommen und geblendet. Ihr weiteres Schicksal ist unbekannt.